# 住吉台 (神戸市)
住吉台（すみよしだい）は、兵庫県神戸市東灘区の町名。住居表示実施済み地区であるが、「丁目」の設定がない単独町名である。郵便番号は、658-0062。

## 地理
東は住吉川を挟んで本山町田中、同じく北東の一点で本山町岡本、同じく南東は橋がなく直接の行き来は不能だが本山町野寄（のより）・西岡本、西から南は西谷川・大月地獄谷川を挟んで住吉山手（渦森台・鴨子ケ原とは僅かに接しない）、北から北西は灘区六甲山町で元は東灘区の住吉学園所有林西谷山・五介山だった場所にそれぞれ隣接する。旧・住吉村域（住吉地区）内で住吉川とその支流西谷川およびその支流大月地獄谷川に挟まれた範囲にあり、荒神山と呼ばれる標高314.5メートルの山を宅地開発した場所。住吉台団地・住宅などのある山麓住宅地域。登山道太陽と緑の道が南北に通る。

### 地価
住宅地の地価は、2014年（平成26年）1月1日の公示地価によれば、住吉台13-17の地点で12万6000円/m2となっている。

## 歴史
1977年（昭和52年）に住吉町大谷・小峰ヶ原・落合・荒神山の各字から誕生した。
荒神山は石切場があった場所で、ここから取れたのは本御影と呼ばれる良質な花崗岩である。

## 人口統計
- 昭和55年（1980年）の世帯数1,493、人口5,110[2]。
- 昭和63年（1988年）の世帯数1,676、人口5,475[2]。
- 平成17年国勢調査（2005年10月1日現在）における世帯数1,660、人口3,739内男性1,777人・女性1,962

人。

## 施設
- 神戸市立住吉台幼稚園
- 御影石採石場
- 住吉浄水場